# John W. Handy

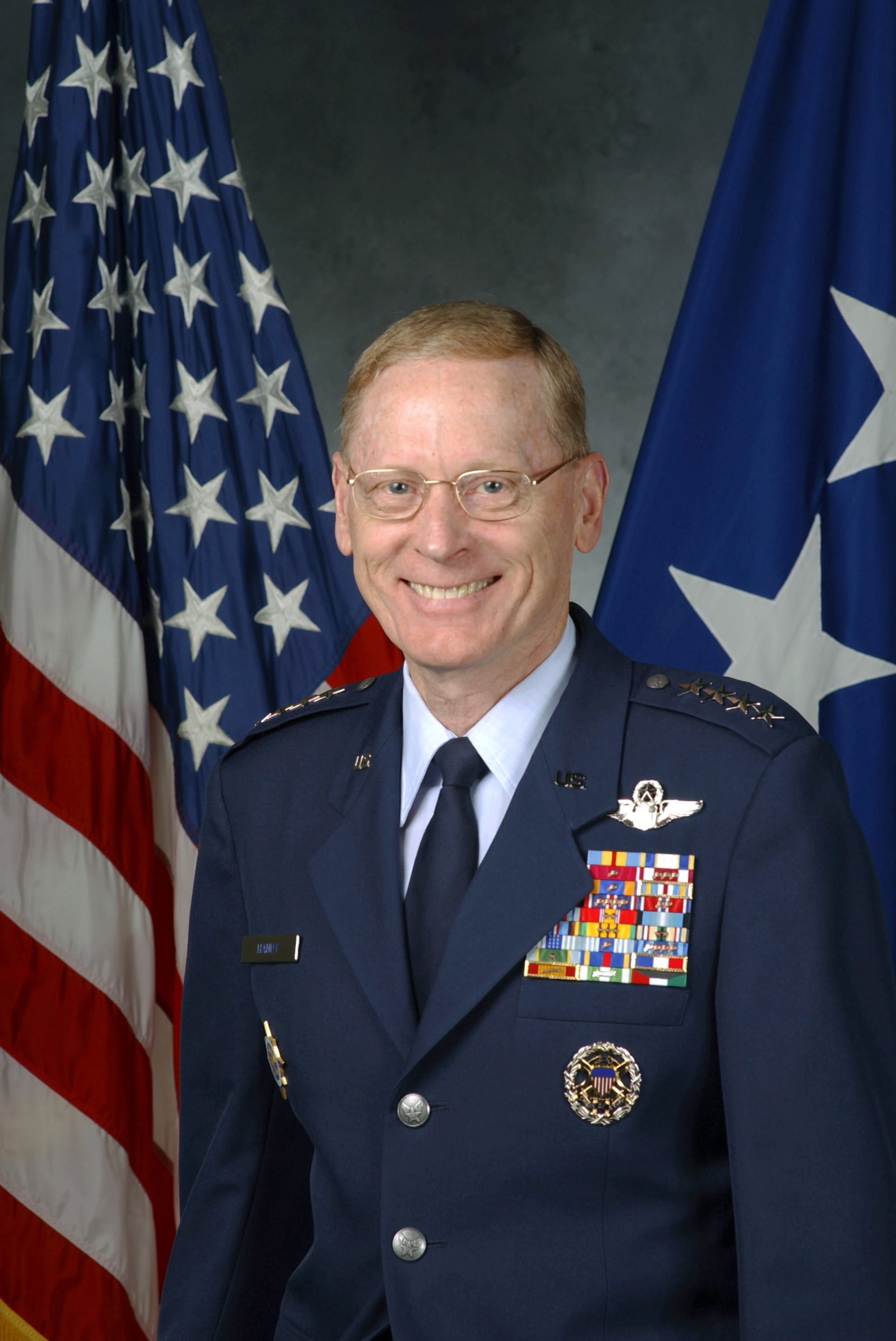
John W. Handy

John William Handy (* 29. April 1944 in Raleigh, North Carolina) ist ein pensionierter General der United States Air Force. Er war unter anderem Kommandeur des United States Transportation Command und des Air Mobility Command. Außerdem war er stellvertretender Stabschef der Air Force.
Über die Officer Training School gelangte John Handy im Jahr 1967 in das Offizierskorps des United States Air Force. In dieser durchlief er anschließend alle Offiziersränge vom Leutnant bis zum Vier-Sterne-General. Im Lauf seiner militärischen Karriere absolvierte er verschiedene Kurse und Schulungen. Dazu gehörten unter anderem eine Ausbildung zum Kampfpiloten und weitere Fortbildungskurse als Pilot von neuen Flugzeugtypen; die Squadron Officer School auf der Maxwell Air Force Base in Alabama; das Air Command and Staff College, das sich ebenfalls auf der Maxwell AFB befindet; das Air War College und das National War College in Fort Lesley J. McNair in Washington, D.C. Außerdem erhielt er akademische Grade von der University of Southern California und der Harvard Kennedy School.
In seinen frühen Jahren als Offizier der Luftwaffe war er an verschiedenen Stützpunkten in den Vereinigten Staaten stationiert. Dabei war er bei unterschiedlichen Einheiten und in verschiedenen Funktionen, unter anderem als Pilot, tätig. Dazwischen absolvierte er die erwähnten Schulungen. Zu Beginn seiner Laufbahn war er als Kampfpilot im Vietnamkrieg eingesetzt.
Im Oktober 1991 erreichte er mit seiner Beförderung zum Brigadegeneral die Generalsränge. In der Folge kommandierte er auf der McGuire Air Force Base in New Jersey die 21. Luftflotte (21st Air Force) und das Tanker Airlift Control Center, das dem Air Mobility Command unterstand. Er war im weiteren Verlauf auch als Stabsoffizier, unter anderem im Hauptquartier der Air Force eingesetzt.
Am 17. April 2000 wurde John Handy als Nachfolger von Lester L. Lyles neuer Vice Chief of Staff of the Air Force. Dieses Amt bekleidete er bis zum 4. November 2001 als Robert H. Foglesong seine Nachfolge antrat. Daran schloss sich eine Versetzung zur Scott Air Force Base in Illinois an. Dort übernahm er am 5. November 2001 das Kommando über den Air Mobility Command. Gleichzeitig erhielt er auch den Oberbefehl über den übergeordneten United States Transportation Command. Diese Kommandos behielt er bis zum 7. Juni bzw. 7. September 2005. Anschließend schied er aus dem aktiven Militärdienst aus.
Während seiner aktiven Zeit als Militärpilot absolvierte er über 5000 Flugstunden auf verschiedenen Flugzeugtypen.
Nach seiner Pensionierung wurde John Handy Mitglied im Vorstand verschiedener Firmen, die vor allem in den Bereichen Luftfahrt und Logistik tätig sind bzw. waren.

## Daten der Beförderungen
| Abzeichen | Rang               | Jahr               |
| --------- | ------------------ | ------------------ |
|           | Second Lieutenant  | 4. Januar 1967     |
|           | First Lieutenant   | 4. Juli 1968       |
|           | Captain            | 4. Januar 1970     |
|           | Major              | 2. April 1978      |
|           | Lieutenant Colonel | 1. November 1981   |
|           | Colonel            | 1. November 1984   |
|           | Brigadier General  | 1. Oktober 1991    |
|           | Major General      | 28. September 1994 |
|           | Lieutenant General | 1. August 1997     |
|           | General            | 1. Juli 2000       |

## Orden und Auszeichnungen
John Handy erhielt im Lauf seiner militärischen Laufbahn unter anderem folgende Auszeichnungen:
- Defense Distinguished Service Medal
- Air Force Distinguished Service Medal
- Legion of Merit
- Meritorious Service Medal
- Air Medal
- Joint Meritorious Unit Award
- Air Force Outstanding Unit Award
- Air Force Organizational Excellence Award
- Combat Readiness Medal
- National Defense Service Medal
- Armed Forces Expeditionary Medal
- Bronze Star
- Vietnam Service Medal
- Southwest Asia Service Medal
- Bronze oak leaf cluster
- Air Force Longevity Service Award
- Gallantry Cross (Südvietnam)
- Vietnam Campaign Medal (Südvietnam)
- Kuwait Liberation Medal (Kuwait)

Außerdem erhielt er zahlreiche Ordensbänder (Ribbons) verliehen.